# Payo Juan Manuel
Juan Manuel Cardona Bonilla (Espartinas, provincia de Sevilla, 3 de octubre de 1941-Barcelona, 16 de octubre de 2014), más conocido por su nombre artístico el Payo Juan Manuel, fue un cantante, guitarrista y compositor español de origen gitano.

## Trayectoria
Aunque nacido en Espartinas (provincia de Sevilla), temprano su familia emigró a Barcelona donde comenzó a formarse musicalmente y grabó sus primeros temas. Más tarde, en la década de 1980, se trasladó a Jaén donde pasó buena parte del resto de su vida y continuó desarrollando su carrera artística, la cual alternaba con la atención a su bar «El Rincón del Payo» ubicado en la capital jienense.  Considerado como un cantante muy prolífico del flamenco y la rumba catalana, con más de 700 canciones, buena parte de su popularidad se debió a temas como Una vieja y un viejo y a su aparición en programas de televisión como Crónicas marcianas.
Falleció el 16 de octubre de 2014 a los 73 años en la ciudad de Barcelona. Fue enterrado en Santa Coloma de Gramanet de acuerdo a su voluntad.

## Discografía
Discografía parcial:
- Sola, Sola Está (Discophon, 1972).
- Haiki, tu mandas (Discophon, 1972)
- Rincón de España (Discophon, 1973)
- Makuka (Discophon, 1974)
- Rumbas del Payo Juan Manuel (Discophon, 1974)
- El Chinito / Que Te Estas Pasando (Zartos, 1975)
- Lairo Lairo / Playas Catalanas (Zartos, 1975)
- Enróllate María (Urogallo, 1978)
- Una Vieja Y Un Viejo Se Van P'al Banco... (Discobal, 1981)
- Dallas "Follón" (Olympo, 1982)
- Son Son Sera - Hot Mix Rumba (Vidisco, 1989)
- El Rumbero Verde (Vale Music, recopilatorio, 2004)